# Jean de Béthune
Jean II de Béthune,  mort à Toulouse le 27 juillet 1219, est un prélat français  du XIIIe siècle . Il est un fils de Robert V de Béthune, seigneur de Béthune et avoué de l'abbaye de Saint-Vaast d'Arras et d'Adélide de Saint-Pol. Il est le frère de Baudouin de Béthune, comte d'Aumale et fidèle des rois Henri II d'Angleterre et Richard Cœur de Lion, et du trouvère et croisé Conon de Bethune. Par sa grand-mère, Jean de Béthune est lié aux comtes de Hainaut. 

## Historique
Jean de Béthune est  d'abord prévôt de l'  église Saint-Amé de Douai  et de l'église de Saint-Piat de Seclin ; mais Mathilde, veuve de Philippe d'Alsace, comte de Flandre, qui jouit à titre de douaire de la seigneurie de ce lieu, s'oppose à son élection, et porte à ce sujet ses plaintes auprès d'Innocent III. Le pontife, pour terminer le différend suscité par cette élection confie l'arbitrage aux évêques d'Arras, de Tournai et de Thérouanne, et à Nicolas de Rœulx, évêque élu de Cambrai. La question se termine à l'avantage de Jean de Béthune, qui, en décembre 1200, est élu à l'évêché de Cambrai après la translation de Pierre de Corbeil à l'église métropolitaine de Sens.
Le nouveau prélat se rend à Cologne et demanda à Othon IV, roi des Romains, qui réside en cette ville, l'investiture des régales. Jean de Béthune, en qualité de prince de l'Empire, accompagna Othon en Italie. En 1208 il est sollicité à succéder Bruno von Sayn comme archevêque de Cologne, mais la postulation reste sans résultat, comme Jean de Béthune ignore complètement l'allemand. Des querelles sans cesse s'élèvent entre la bourgeoisie et le pouvoir épiscopal et Jean et contraint d'abandonner sa ville et ne peut rentrer qu'avec l'aide de l'empereur Othon, qui joint aux restrictions déjà imposées aux bourgeois la défense d'avoir un beffroi.
Jean de Béthune se croise contre les Albigeois, et ne reparaît plus dans son diocèse. Le décès de son frère Baudouin, comte d'Aumale, avait rendu Jean, seigneur de la terre patrimoniale de Choques.